# Caldeirão Grande do Piauí
Caldeirão Grande do Piauí là một đô thị thuộc bang Piauí, Brasil. Đô thị này có diện tích 514,307 km², dân số năm 2007 là 5611 người, mật độ 10,91 người/km².